# Палм-Воллей-Дарвін – Мак-Артур-Рівер
Палм-Воллей-Дарвін – Мак-Артур-Рівер – газопровід на півночі Австралії. 
Трубопровід ввели в дію у 1995 році з метою живлення ТЕС Мак-Артур-Рівер, яка забезпечує діяльність однойменного цинкового рудника. Свій ресурс він отримує із газопроводу Палм-Воллей – Дарвін в районі Далі-Ватерс. 
Довжина трубопроводу 330 кілометрів. Він виконаний в діаметрі 168 мм та має пропускну здатність у 0,4 млн м3 на добу.